# Іноуе Ніссьо
Ніссьо Іноуе (яп. 井上 日召) — японський радикальний буддійський проповідник секти «Нічіренізму», який заснував міжвоєнну японську ультраправу бойову організацію «Кецумейдан» (яп. 血盟団 Ліга крові). Всупереч поширеній думці, Ніссьо Іноуе ніколи не був висвяченим монахом буддійської секти «Нітірен-сю», а був більше самозваним буддійським проповідником, чиї екстремістські принципи були широко засуджені основним (головним) японським буддистським істеблішментом тогочасної Японської імперії.

## Біографія
Ніссьо Іноуе народився у 1887 році під іменем «Іноуе Широ» (пізніше прийнявши ім'я Акіра, а потім Ніссьо, буквально «Покликаний сонцем») в Японській імперії у селі Кавабі, префектура Гунма, в сім'ї сільського лікаря. Здобувши освіту в «Кооперативі Тойо» (сучасний японській Університет Такушоку), він покинув навчання та поїхав до материкової частини Китаю, а саме Маньчжурії, де проводив час як бродяга, і зрештою знайшов роботу, де працював з 1909 по 1920 рік на Південно-Маньчжурській залізниці. Повернувшись до Японської імперії, Ніссьо Іноуе спочатку навчався на монаха «дзен», але потім став послідовником буддійської секти «Нітірен-сю», це навернення змусило його переїхати до лісу Міхо, префектура Сідзуока, щоб навчатися у вченого буддійської секти «Нітірен-сю» й одночасно націоналістичного проповідника Танаки Чігаку в його Академії «Кокучукай». У цей період Ніссьо Іноуе зустрів засновника японського «айкідо» пана Моріхея Уесібу. Однак незабаром Ніссьо Іноуе розчарувався у вченні Танаки Чігаку, і в 1928 році він переїхав до Оараї, Ібаракі, де заснував власний храм «Храм захисту праведників (яп. 立正護国堂)», який також служив центром навчання молоді, та в якому захищалась мілітаристська революція в Японській імперії. Протягом цього часу за сприяння колишнього Лорда-зберігача Таємної печатки Японії пана Міцуакі Танаки він познайомився з такими діячами японського правого (націоналістичного) крила, як Шумей Окава та Іккі Кіта, та отримав гарячу підтримку від японських радикально налаштованих молодих офіцерів сусідньої військово-морської бази в Цучіурі.
У 1930 році Ніссьо Іноуе переїхав до столиці Японської імперії місто Токіо, де він почав формувати японську ультраправу бойову організацію «Кецумейдан», він набирав в її члени японських радикальних студентів університету. «Кецумейдан» було офіційно засноване у 1932 році разом із групою з 13 молодих японських офіцерів, у тому числі Шо Онума та Горо Хішінума, поставивши за мету повалення політичної та економічної еліти Японської імперії того часу під гаслом «Одна людина, одне вбивство». Перша хвиля вбивств групи відбулася на початку 1932 року, коли 9 лютого було застрелено, серед них був і колишній міністр фінансів Японської імперії пан Дзюнноске Іноуе, а 5 березня — генерального директора Mitsui й одночасно один з дзайбацу барон Дан Такума. Ніссьо Іноуе був заарештований незабаром після останнього політичного вбивства, після чого його довірений підлеглий Коґа Кійосі, перебрав кермо проводу угруповання, та почав організувати другу хвилю політичних вбивств, яка завершилася вбивством прем'єр-міністра Японської імперії пана Інукая Цуйосі 15 травня, ця подія стала в історії відома під назвою «Інцидент 15 травня».
На суді абат буддійської секти Ріндзай пан Гемпо Ямамото свідчив на користь свого колишнього учня, виправдовуючи його насильство з погляду світогляду «дзен» та японського імперіалізму. У листопаді 1934 року Ніссьо Іноуе та троє бойовиків організації «Кецумейдана» були засуджені судом до довічного ув'язнення, оскільки прокуратура не змогла добитися для них смертних вироків (смертної кари). Решта затриманих учасників цієї групи отримали більш м'які покарання. Ніссьо Іноуе був звільнений з в'язниці завдяки амністії в 1940 році Після завершення другої світової війни, окупаційна адміністрація США на території Японії визнали Ніссьо Іноуе «фашистом», і у 1947 році його усунули від громадського життя. Після закінчення окупації Японії Ніссьо Іноуе був реабілітований і залишався видатною фігурою в колі японських правих активістів після окупації Японії до своєї смерті від інсульту в 1967 році.